# Historia de un caballo

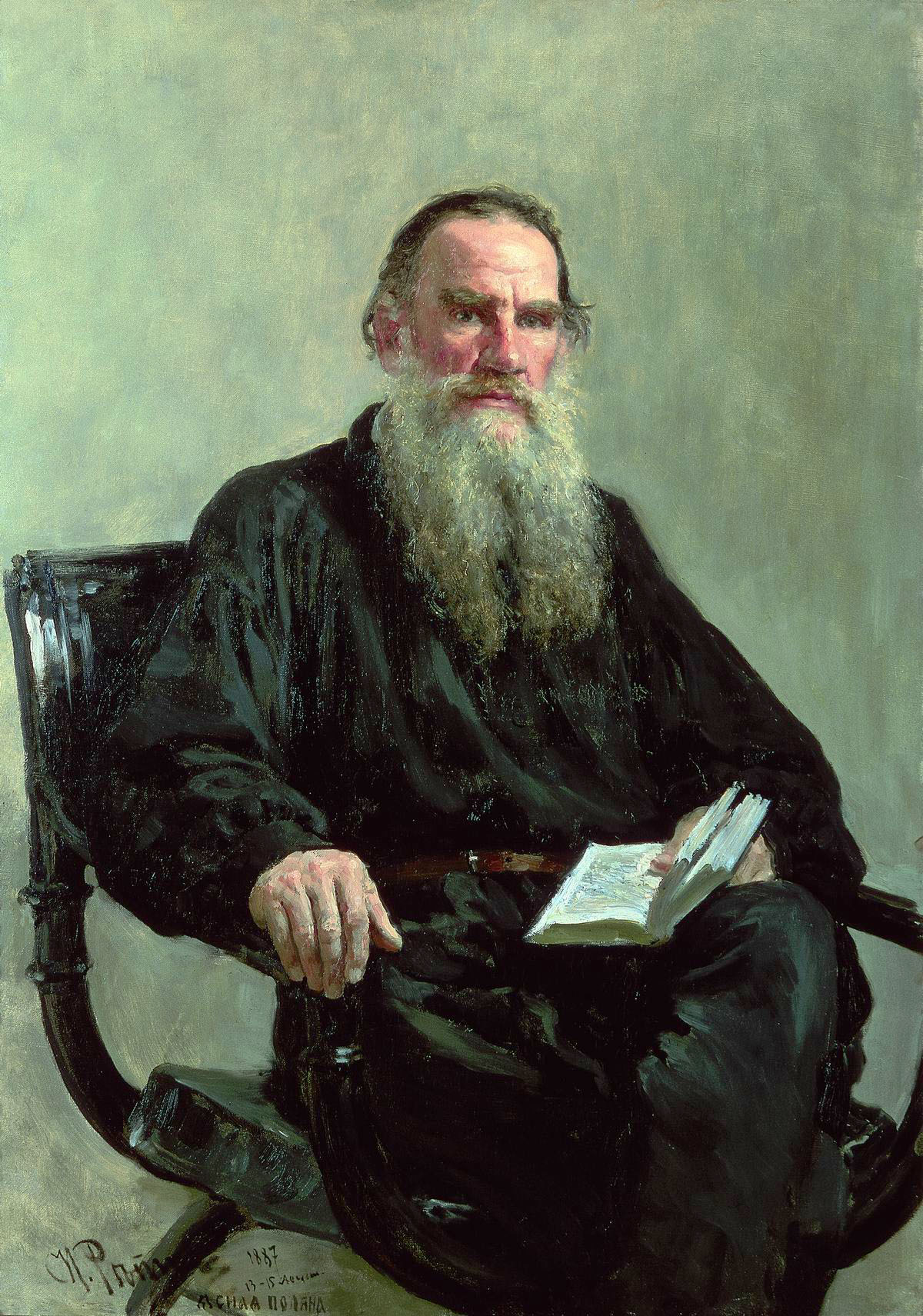
Retrato de Tolstoi por Ilya Efimovich Repin

Historia de un caballo es un relato de León Tolstói.

## Historia
Iniciada en 1863, la obra quedó inacabada hasta que fue recuperada en 1886, cuando se concluyó y publicó bajo el título de Kholstomer: Historia de un caballo (en ocasiones se ha adaptado el nombre como Kolstomero).
Especialmente célebre por utilizar la técnica del efecto de distanciamiento.

## Sinopsis
En Rusia del siglo XIX, un extraordinario caballo pícazo, de pura raza, vive momentos de gloria hasta que se va haciendo mayor y es rechazado. La obra está cargada de mensajes de reflexión sobre la amistad, el respeto, la ternura, el amor, la juventud y la vejez, la xenofobia.

## Adaptaciones
La obra se adaptó a teatro musical por Mark Rozovski y Yuri Riavsetvy y se llevó a escena por primera vez en 1975 en el Teatro Tovstonogov Leningrado, producida por Georgy Tovstonogov y protagonizada por Evgeny Lebedev.
En Estados Unidos se estrenó en 1979, bajo el título de Strider protagonizada por Gerald Hiken.
En España fue estrenada en 1979 en el Teatro Maravillas de Madrid, con dirección de Salvador y Manuel Collado y protagonizada por José María Rodero, con María José Alfonso, Francisco Valladares, Gonzalo Benavides, Antonio Canal y Cesáreo Estebánez.
El espectáculo se repuso en Teatro La Latina de Madrid, en 2001, con dirección de Salvador Collado y protagonizada por Carlos Hipólito, Francisco Valladares, Pilar Barrera, Gonzalo Benavides, Antonio Canal, Fidel Almansa, Ángel Amorós y Javier Collado.
Ha sido presentada en el 2013, en el Teatro Británico en Lima, Perú, bajo la dirección de Jorge Chiarella y protagonizada por Franklin Dávalos.